# Ère Genji
L'ère Genji (元治) est une des ères du Japon (年号, nengō, littéralement « le nom de l'année ») suivant l'ère Bunkyū et précédant l'ère Keiō. Cette ère débute le 20 février 1864 du calendrier lunaire (27 mars 1864 du calendrier grégorien) et se termine le 7 avril 1865 du calendrier lunaire (1er mai 1865 du calendrier grégorien). L'empereur régnant est Kōmei-tennō (孝明天皇).

## Changement de l'ère
- 8 février 1864 Genji gannen (元治元年?) : le nom de l'ère nouvelle, Genji, qui signifie « nouveau règne » est créé pour marquer le début d'un nouveau cycle de 60 ans du zodiaque chinois[2]. L'ancienne ère se termine et la nouvelle commence au cours de la 4e année de l'ère Bunkyū. L'ère se termine pour marquer la « réponse jubilante » à la rébellion des portes Hamaguri.

Le nom de la nouvelle ère provient du I Ching.

## Événements de l'ère Genji
- 8 juillet 1864 (Genji 1, 5e jour du 6e mois) : L'affaire Ikedaya a lieu au ryokan Ikedaya à Kyoto.
- 12 août 1864 (Genji 1, 11e jour du 7e mois) : Shōzan Sakuma est assassiné à 53 ans[3].
- 5 septembre 1864 (Genji 1, 5e jour du 8e mois) : Bombardement de Shimonoseki